# 哈桑·本·阿里
哈桑·本·阿里·本·阿比·塔利卜（阿拉伯语：الحسن بن علي بن أﺑﻲ طالب，625年—670年4月2日）也称为伊玛目哈桑·穆吉塔巴（الإمام الحسن المجتبی），是阿里和法蒂玛的长子，也是先知穆罕默德的后裔。他是继父亲阿里之后的第二位什叶派伊玛目。
哈桑幼年时与穆罕默德一起生活了七年，穆罕默德于 632 年去世后，哈桑便不再参与政治活动，直到哈里发奥斯曼·本·阿凡 (哈里发是伊斯兰社区名义上的领袖) 统治结束。奥斯曼于 656 年被谋杀，哈桑并未参与其中。哈桑的父亲阿里成为下一任哈里发，在不久后爆发的内战中，哈桑被派往伊拉克重要城市库法，以确保阿里·本·阿比·塔利卜的统治得到接受，并在可能的情况下获得军事增援。后来，他参加了希芬战役，虽然这场战役没有失败，但却标志着阿里地位开始稳步恶化。阿里于 661 年被谋杀，从未选择继承人，他的大量追随者宣誓效忠哈桑，哈桑本人也强调自己与先知穆罕默德的密切关系。
当叙利亚总督、领导反阿里叛乱的人穆阿维叶一世拒绝承认哈桑为哈里发并开始备战时，哈桑能够进行相当大的抵抗：他派遣一支部队迎战穆阿维叶一世，然后亲自率领一支更大的部队。由于钱所剩无几，哈桑不是好战分子，军队中经常有人叛逃。尽管他的一些追随者对此非常不满，但他还是开启了和平谈判，并于 661 年将哈里发职位让给了穆阿维叶。哈桑·伊本·阿里获得了丰厚的养老金，并被允许在麦地那过着平静的生活。
哈桑于 670 年去世。许多早期资料称，他的死是被他的一位妻子贾达·宾特·阿什阿斯与穆阿维叶一世合谋毒害而导致的。
在父亲阿里殉难后，哈桑曾接受伊拉克庫法地区穆斯林的拥戴就任第五任哈里发，但不久就在叙利亚总督、倭马亚王朝的缔造者、僭称哈里发的穆阿维叶一世的威逼利诱下放弃哈里发称号，引退麦地那，最终死因成谜，由其弟侯赛因·本·阿里·本·阿比·塔利卜继承伊玛目之位。